# Буновичи
Буновичи (на сръбски: Буновићи) е село в Черна гора, разположено в община Котор. Населението му според преброяването през 2011 г. е 2 души.

## Население
Численост на населението според преброяванията през годините:
- 1948 – 10 души
- 1953 – 11 души
- 1961 – 9 души
- 1971 – 6 души
- 1981 – 4 души
- 1991 – 3 души
- 2003 – 1 души
- 2011 – 2 души